# 원일T&I
주식회사 원일T&I(영어: Wonil T&I)는 대한민국의 천연가스 및 수소 전문 기업이다.
주요 제품에는 수소저장합금과 고압연소식기화기 등이 있다. 매출의 대부분은 한화오션(32.9%)과 포스코이앤씨(48.2%)에서 발생한다.

## 역사
- 1990년 6월 원일산업이라는 법인으로 설립되어 1998년 9월 현재의 사명으로 상호를 변경하였다.
- 2014년 2월 3일 해외 시장 위축으로 전년 매출액이 급격하게 감소했고 유동성 부족에 시달리다 인천지방법원에 회생절차 개시를 신청하였고 2015년 3월 1년 만에 회생절차를 종결하였다.
- 2023년 회사가 시공한 평택 수소생산기지에서 불량수소가 검출되어 논란이 되었다.[8]
- 2025년 5월 9일 코스닥 시장에 상장하였다.[1][2][3]

### 내용주
1. ↑  오가노이드사이언스와 상장일이 동일하다.